# 旗の一覧
旗の一覧（はたのいちらん）では、各一覧に掲載されていないものを表す。国旗については国旗の一覧を参照。

## 国際的な旗

### 国際機関

国際オリンピック委員会の旗
国際連合の旗
国際連合教育科学文化機関の旗
国際原子力機関の旗
世界保健機関の旗
世界気象機関の旗
万国郵便連合の旗
国際海事機関の旗
国際労働機関の旗
国際民間航空機関の旗
石油輸出国機構の旗
国際パラリンピック委員会の旗

#### 赤十字

赤十字国際委員会の旗
国際赤十字の旗
赤十字社の旗
赤新月社の旗
赤水晶の旗
マーゲン・ダビド公社の旗

### 地域連合

アラブ・マグレブ連合の旗
アンデス共同体の旗
欧州旗（欧州評議会が制定、欧州連合などの機関が同じ旗を使っている）
カリブ共同体・共同市場の旗
中欧自由貿易協定の旗
独立国家共同体の旗
南部アフリカ開発共同体の旗
南米共同体の旗
フランコフォニー国際機関の旗
メルコスールの旗
代表なき国家民族機構の旗
湾岸協力会議の旗

### 軍事同盟

北大西洋条約機構（NATO）の旗
集団安全保障条約機構（CSTO）の旗

### 国際学会

旗章学協会国際連盟の旗

### 宗教系組織

マルタ騎士団（ロードス及びマルタにおけるエルサレムの聖ヨハネ病院独立騎士修道会）の旗

## 歴史的な旗

### ヨーロッパ

イギリスの国旗 (1606 - 1800)
イタリア王国の旗 (1861 - 1946)
ギリシャの国旗 (1822 - 1969、 1975 - 1978)
スペインの王室旗 (1580 - 1700)
スペインの国旗 (1931 - 1939)
ソビエト連邦の国旗 （初代、1923 - 1923）
ソビエト連邦の国旗 （2代目、1923 - 1955）
ソビエト連邦の国旗 （3代目、1955 - 1980）
?チェコスロバキアの国旗（初代、1918年-1919年）
?チェコスロバキアの国旗（2代目、1919年-1920年）
?チェコスロバキアの国旗（3代目、1920年-1992年）
連合軍軍政によるドイツ分断国家の旗 (1945 - 1949)
ドイツ国（大ドイツ国）ナチス政権（ヒトラー総統時代）および旧ドイツ労働党（ナチ党）の国旗・党旗
東ドイツの国旗 (1959 - 1990)
マケドニアの国旗 (1991 - 1995)

### アジア

香港旗 (1959 - 1997)

- 香港旗
(1959 - 1997)

### アフリカ

ガボンの国旗 (1959 - 1960)
コンゴ民主共和国の国旗 (1997 - 2006)
ザイールの国旗 (1971 - 1997)
ポルトガル・ギニア会社の旗
南アフリカの国旗 (1928 - 1994)
ケープ植民地の旗 (1795 - 1910)

### 北アメリカ

最初のカナダのレッド・エンサイン
カナダの国旗 (1957 - 1965)
セントビンセントおよびグレナディーン諸島の国旗 （初代、1979 - 1985）
セントビンセントおよびグレナディーン諸島の国旗 （二代目、1985年の数か月）

### 南アメリカ

蘭領ギアナ（スリナム植民地時代）の旗 (1959 - 1975)
ブラジル帝国の国旗 (1822 - 1889)

### オセアニア

オーストララシア（オーストラリア及びニュージーランド）五輪選手団・同委員会の公式旗(1905 - 1912)
太平洋諸島信託統治領の旗 (1947 - 1994)
ラタアシ（ラタシ）政権時代のツバル国旗 (1995 - 1997)

## 国家元首・政府の長の旗

### 君主・その他（総督及び州総督）

イギリス国王（エリザベス2世）の旗
スペイン国王の旗
スウェーデン国王の旗
タイ国王の旗
日本国天皇の旗(天皇旗)
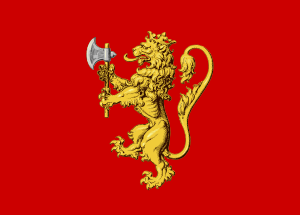
ノルウェー国王の旗
ベルギー国王の旗
アンギラ総督の旗
アンティグア・バーブーダ総督の旗
イギリス領ヴァージン諸島総督の旗
オーストラリア総督(連邦総督)の旗
カナダ総督の旗
グレナダ総督の旗
クイーンズランド州総督(オーストラリア連邦・クイーンズランド州)の旗
ケイマン諸島総督の旗
ジャマイカ総督の旗
ジブラルタル総督の旗
セントクリストファー・ネイビス総督の旗
セントビンセント・グレナディーン総督の旗
セントルシア総督の旗
ソロモン諸島総督の旗
タークス・カイコス諸島総督の旗
タスマニア州総督(オーストラリア連邦・タスマニア州)の旗
ツバル総督の旗
ニュージーランド総督の旗
ニューサウスウェールズ州総督(オーストラリア連邦・ニューサウスウェールズ州)の旗
西オーストラリア州総督(オーストラリア連邦・西オーストラリア州)の旗
バハマ総督の旗
パプアニューギニア総督の旗
バルバドス総督の旗
バミューダ諸島総督の旗
ピトケアン総督の旗
ビクトリア州総督(オーストラリア連邦・ビクトリア州)の旗
フォークランド諸島総督の旗
ベリーズ総督の旗
南オーストラリア州総督(オーストラリア連邦・南オーストラリア州)の旗
モントセラト総督の旗

### 大統領

アイスランド大統領の旗
アイルランド大統領の旗
アメリカ合衆国大統領の旗
イスラエル大統領の旗
イタリア大統領の旗
ウクライナ大統領の旗
エストニア大統領の旗
オーストリア大統領旗
ギリシャ大統領の旗
ジョージア大統領の旗
クロアチア大統領旗
スリランカ大統領の旗
セルビアの大統領の旗
セルビアの大統領の旗（議会の長として）
ドイツの連邦大統領の旗
パキスタン大統領旗
フィンランド大統領の旗
ベラルーシ大統領の旗
ポーランド大統領の旗
ポルトガル大統領の旗
マルタ大統領の旗
ラトビア大統領の旗
リトアニア大統領の旗
ルーマニア大統領の旗
ロシア連邦大統領の旗

## その他

安全旗
エスペラントの旗
海賊旗
北アイルランドの旗
シーランド公国の旗
白旗
?赤軍
赤旗
台湾共和国の旗
ガンデンポタン（チベット亡命政府）の旗
チャイニーズタイペイオリンピック委員会の旗
チャイニーズタイペイパラリンピック委員会の旗
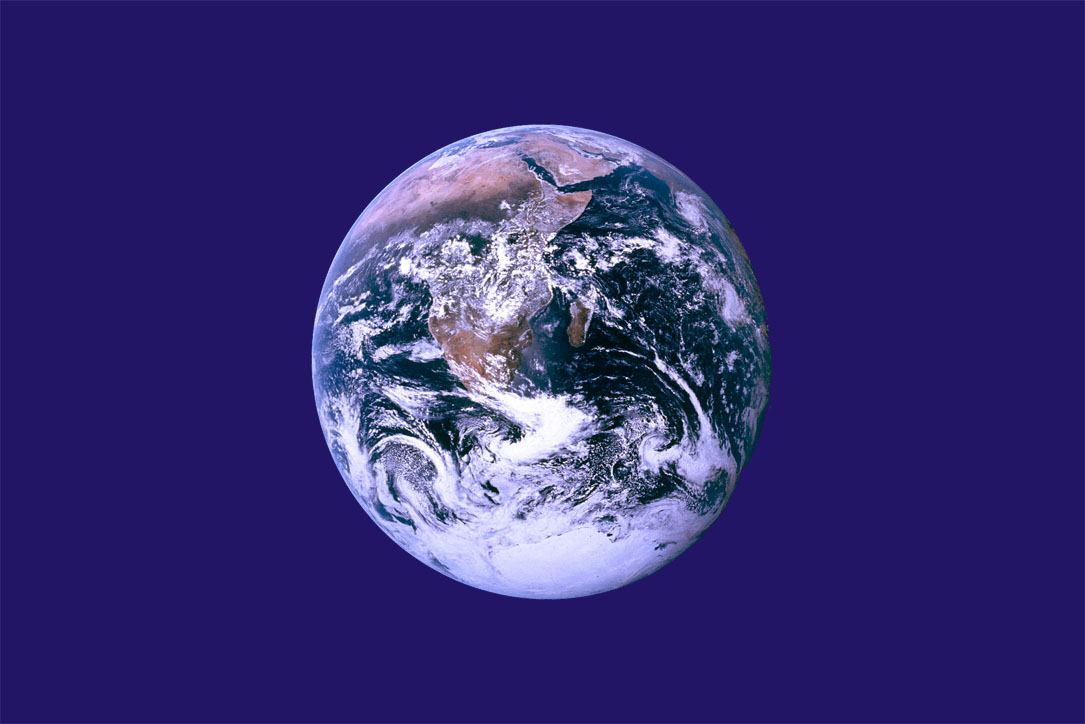
地球の旗
朝鮮半島の統一旗
南極旗（公式、英グラハム・バートラム案[注釈 1]）
南極旗（非公式、米ホイットニー・スミス案[注釈 2]）
ノヴィアルの旗
イギリス東インド会社の旗
ビルマ連邦国民連合政府の旗（1990年 - 2012年）
仏旗
ブルー・エンサイン （現在）
ホワイト・エンサイン（1707年 - 1801年）
ホワイト・エンサイン（現在）
平和の旗
性的少数者の旗
リングア・フランカ・ノバの旗
レッド・エンサイン（1707 - 1801年）
レッド・エンサイン（現在）